# پسران خوب (فیلم)
پسران خوب (انگلیسی: Good Boys) یک فیلم در ژانر کمدی است که در سال ۲۰۱۹ منتشر شد. از بازیگران آن می‌توان به جیکوب ترمبلی اشاره کرد.
این فیلم درباره سه پسر به اسم‌های مکس ، ثور و لوکاس است که برای خرید یک پهباد بی‌دی رولینگ از مدرسه فرار می‌کنند اما دو دختر که کیفشان توسط این سه پسر دزدیده شده است ، پهباد را می‌خرند و برای اینکه آنها را به پسران بدهد ، پسران باید برایشان مواد بخرند . مکس قبول می‌کند و ثور و لوکاس را راضی میکند ...